# Europenizare
Europenizarea se referă la o serie de fenomene și modele înrudite ale schimbării precum:
- Procesul prin care o persoană,care din punct de vedere teoretic nu era europeană (datorită culturii, limbii, etniei sau originii) adoptă o serie de caractere europene (occidentalizare).
- În afara domeniului științelor sociale, fenomenul se referă de obicei la creșterea identității continentale sau statale europene, superioară identității naționale și statale de pe continent.
- Europenizarea se poate de asemenea referi la procesul prin care viața politică și economică a Uniunii Europene devine parte a logicii organizaționale a politicii naționale și a procesului de decizie politică.

## Definiții
Europenizarea din punctul de vedere al științelor politice s-a referit în mod larg la „a deveni mai european”. În mod mai clar decât atât, europenizarea a fost definită în mai multe feluri. Una dintre primele abordări teoretice a fost făcută de Ladrech (1994: 69), care definea europenizarea ca „un proces treptat de reorientare a direcției și formei politicilor până în punctul în care dinamica politică și economică a Uniunii Europene devine parte a logicii organizaționale a politicilor naționale și a deciziilor politice”
Aceasta pune accentul pe ceea ce este cunoscut ca abordarea de sus în jos a europenizării, cu schimbările venind din impactul UE asupra politicilor naționale. Statul este văzut ca reactiv în fața schimbărilor de la nivelul Uniunii Europene. 
O altă definiție care poate fi luată în considerație este cea a lui Radaelli, care descrie europenizarea ca un proces care presupune a) construcție, b) difuzia și c) instituționalizarea regulilor, procedurilor, paradigmelor politice, stilurilor formale și informale, a căilor de acțiune și a credințelor și normelor comune care sunt primele definite și consolidate în politica UE și sunt mai apoi incorporate în logica discursului domestic (național și subnațional), în structurile politice și alegerile publice. 

Mai recent, Moumoutzis (2011: 612) a revizuit definiția dată de Radaelli, considerând că europenizarea ar trebui definită ca un proces de incorporare în logica discursului domestic (național și subnațional), a structurilor politice și politicile publice a regulilor, procedurilor, paradigmelor politice, stilurilor formale și informale, a căilor de rezolvare și a credințelor și normelor comune care sunt primele definite și consolidate în procesele politice ale UE.
În abordarea de jos în sus, europenizarea apare atunci când statele încep să afecteze politica UE într-o zonă anumită. 
O analiză mai nuanțată consideră că interacțiunea instituțională a actorilor politici la niveluri diferite al guvernării europene duce la redefinirea naționalismului, a identității regionale și culturale în context european, unde numeroasele niveluri de guvernare la nivelul european nu sunt văzut ca necesare în opoziție unele cu altele. Un deputat ales poate, de exemplu, să considere că loialitatea și responsabilitățile sale sunt către Barcelona, Catalonia, Spania și Europa sau către Amsterdam, Olanda și Europa, pentru statele unitare. Anumiți cercetători, printre care Samuel P. Huntington , consideră că cetățenii statelor europene se identifică tot mai mult astfel, decât portughezi, francezi, germani, italien etc.
O zonă clară în care se remarcă schimbarea sunt instituțiile europene; extinderea Uniunii Europene și cedarea treptată a suveranității de către guvernele statelor membre creează o politică centralizată europeană. Uniunea Economică și Monetară poate fi unul dintre exemplele pentru afirmația de mai sus. În acest caz, statele care folosesc euro au cedat controlul asupra politicilor lor monetare în favoarea Băncii Centrale Europene.
O altă perspectivă a europenizării este abordarea orizontală. Această abordare ia în considerație transferul politicii și deciziei politice între statele membre ale UE. Transferul este bazat pe o formă de recomandări, care nu sunt obligatorii, dar bazate pe cele mai bune practici și recunoaștere mutuală. 
Este discutabil dacă europenizare este un proces continuu, care va duce în final la formarea unei conduceri europene, sau dacă centralizarea nu va fi capabilă să depășească identitățile naționale sau patriotismul local. 

## Vedeți și:
- Integrare europeană
- Globalizare